# Het helse paradijs
Het helse paradijs is het tweede deel van een jeugdboekentrilogie van Thea Beckman, uitgegeven in 1987. Het is een toekomstroman over de Aarde 10 eeuwen na de Derde Wereldoorlog. Het boek speelt ongeveer drie jaar na de gebeurtenissen in Kinderen van Moeder Aarde.

## Het verhaal
Kilian Werfel is een jonge taalgeleerde die wordt uitgenodigd voor een gesprek met de Egon (erfelijke heerser) van het Badense Rijk, de regeringscommissaris Kwatschi, admiraal Cranach en doctor Mannix. Zij bereiden een expeditie voor naar Thule. Het Badense Rijk heeft zelf namelijk een steeds nijpender gebrek aan grondstoffen en landbouwgebieden. Ze willen Kilian erbij hebben, die goede cijfers heeft gehaald en wellicht behulpzaam kan zijn in de ontcijfering van de vreemde talen die in Groenland door de inheemsen gesproken worden.
Men pakt het groots aan: vijf oorlogsschepen (genaamd Veroveraar I, II, III, IV en V) worden naar Groenland gestuurd. Daar wacht hun al de eerste tegenslag: het vlaggenschip Veroveraar I loopt op de rotsen en zinkt. Overal hangen opvallende vlaggen; later blijkt dit een optische telegraaf die het land op de hoogte stelt van de komst van de Badeners. In de stad die ze bereiken en die later Kulus blijkt te heten, worden ze door alle bewoners straal genegeerd: men doet alsof ze niet bestaan. Toch weet Kilian hun taal enigszins te ontcijferen, en ontdekt dat de Thulenen (het land heet Thule en de bewoners dus Thulenen) hen niet negeren maar waarschuwen: ga weg nu het nog kan...
De hoge omes, Cranach en vooral Berger en Kwatschi, denken daar niet aan. Sterker nog, de houding van de Thulenen wekt hun irritatie op. Bovendien zien ze de Thulenen als wilden, die absoluut minderwaardig zijn aan Badeners. Na een incident waarbij een aantal mariniers bedwelmd wordt, bezetten de Badeners de hele stad. In een cycloon vergaan hierop nog drie schepen en raakt het laatste zwaar beschadigd. De Thulenen waarschuwen niet meer en besluiten dat de Badeners niet meer terug mogen. Maar ze zijn nog lang niet verslagen.
Al snel wreekt zich het feit dat er geen duidelijke leider is benoemd: Cranach, Berger en Kwatschi zien zichzelf ieder als de leider. Kwatschi wil een fortuin maken en daarom snel een wapenfeit verzilveren, Berger die droomt van eer en glorie, heeft hier ook wel oren naar. De ervaren admiraal Cranach heeft veel oorlog meegemaakt en is voorzichtiger. Bovendien is Cranach gepikeerd over het zinken van de schepen; door de corruptie van Kwatschi die toezicht op de bouw held, vertonen die gebreken. Kilian is het met de admiraal eens en heeft zoals de meeste Badense burgers een grote hekel aan de corrupte RCs, hierdoor haalt hij zich de vijandigheid van Kwatschi op de hals.
Dan krijgt het bezette Kulus onverwacht bezoek van de voormalige hofmeester van de Badenfelder (zie Kinderen van Moeder Aarde), Edu Zimmermann. Hij legt uit dat de Badenfelder door de Thulenen tot zinken was gebracht en dat de opvarenden in Thule gehuisvest werden, ver van de kusten. Zimmermann is sterk verthuleenst en had het in Thule beter naar zijn zin dan in het Badense Rijk, maar was uit heimwee naar zijn familie en geliefden uit zijn woonplaats Denborg weggelopen naar de kust, vanwaar hij met een roeiboot naar Kulus was gevaren. Zimmermann leert de Badeners over de opbouw van de Thuleense maatschappij, bestuur, economie, wetenschap en religie, maar omdat de hoge officieren dit door hun bril van Badense superioriteit bezien groeit hierdoor hun minachting voor de Thulenen, vooral vanwege hun matriarchaat, pacifisme en hun ´heidense´ religie. 
De Badeners besluiten nu het gros van hun strijdmacht, nog altijd 800 tot de tanden bewapende mariniers, te laten opmarcheren tegen de hoofdstad Gothab, die aan de andere kant van het land in het westen ligt. Het laatste schip zal ondertussen opgekalefaterd worden en om Zuid-Thule heenvaren om Gothab vanuit zee te kunnen bedreigen. De locatie kennen ze van buitgemaakte kaarten en door Zimmermann verschafte uitleg, en, wanneer Gothab bezet is, volgt de rest vanzelf. De Badeners menen deze stunt met hun technologisch overwicht makkelijk te kunnen klaarspelen, vooral omdat ze nu weten dat vrouwen de leiding hebben en het land niet eens een leger heeft. Tenminste, dit denken commandant Berger en regeringscommissaris Kwatschi, en ze noemen deze stunt dan ook de Grote Mars Westwaarts, die nadien met dikke hoofdletters in de Badense geschiedenisboeken vermeld zal worden. Het loopt echter anders.
De Thulenen hebben alle wegen geblokkeerd, waardoor de Badeners door de wildernis moeten oprukken. Ziekten en honger dunnen hun gelederen uit. Kwatschi zoekt een zondebok en vindt die in Kilian die hij toch al uit de weg wilde ruimen omdat deze een ondoordachte opmerking over corruptie had gemaakt. De geleerde is toch al niet populair onder de mariniers, ook Berger heeft een hekel aan hem, Cranach is er niet om het voor hem op te nemen, en Dr. Mannix kan alleen niet tegen de hoge omes op. Hij wordt van verraad beschuldigd, en ter dood veroordeeld. Hij weet te ontsnappen en komt uiteindelijk in een Thuleens ziekenhuis terecht, waarna de Konegazoon Christian zich over hem ontfermt. Thura, diens slimme verloofde, blijkt het verzet tegen de Badeners gepland en geleid te hebben. Tijdens deze gebeurtenis plundert het Badense leger twee dorpen en moordt een dorp uit (het andere was tijdig verlaten). Vervolgens wordt het getroffen door een bosbrand en valt het uiteen. De uitgeputte overlevenden worden gevangen genomen en in groepen verspreid over het land te werk gezet. De officieren worden apart gehouden en naar afgelegen gebieden gestuurd; commandant Berger en RC Kwatschi worden naar het onherbergzame Noord-Thule gestuurd.
Uiteindelijk leert Kilian in de Thuleense maatschappij aarden. De Konega benadert hem met een opdracht met de mariniers te praten, omdat de gefrustreerde mannen voortdurend problemen veroorzaken met hun gedrag. Kilian is aanvankelijk terughoudend omdat hij immers door Kwatschi als zondebok was aangewezen en veel mariniers hem als verrader zien. Toch weet hij de mariniers met hun lot te verzoenen en de ergste herrieschoppers tot de orde te roepen, mede geholpen door het feit dat er geen hoge officieren meer zijn die een tegengeluid kunnen geven.  
Uiteindelijk geven ook de mariniers die Kulus bezet houden, effectief belegerd worden en eveneens honger lijden, zich over. Edu Zimmermann blijkt uit wanhoop over het toenemende besef dat ook deze expeditie niet zou teugkeren met een roeiboot de oceaan te zijn opgevaren, een wisse dood tegemoet. Admiraal Cranach, die nog nooit een nederlaag heeft geleden, kan dit niet verkroppen en blaast zichzelf met het laatste schip op, nadat hij Kilian en de bemanning heeft weggestuurd. Thule is voor de tweede keer gered van de hebzucht van de Europese grootmacht. Maar het is slechts een kwestie van tijd voor ze weer proberen terug te komen.